# Wolfhausen
Wolfhausen är en ort i kommunen Bubikon i kantonen Zürich, Schweiz. 